# Satz von Wagner
Der Satz von Wagner, englisch Wagner’s theorem, ist ein Lehrsatz aus dem mathematischen Teilgebiet der Topologischen Graphentheorie, welcher im Jahre 1937 von dem Mathematiker Klaus Wagner veröffentlicht wurde. Der Satz ist verwandt mit dem Satz von Kuratowski und gibt wie dieser eine Charakterisierung plättbarer Graphen.

## Formulierung des Satzes

Abb. 1: Der Kuratowski-Graph

Abb. 2: Der Kuratowski-Graph

Der Satz lautet wie folgt:
Ein endlicher schlichter Graph {\displaystyle G=(V,E)} ist plättbar genau dann, wenn in ihm kein Teilgraph enthalten ist, der zu einem der beiden Kuratowski-Graphen {\displaystyle K_{5}} und {\displaystyle K_{3,3}} kontrahierbar ist.

## Anwendung
Mit dem Satz von Wagner lässt sich zeigen, dass der Petersen-Graph nicht plättbar ist.

## Folgerung
Die beiden Sätze von Kuratowski und Wagner führen zusammengenommen zu folgendem Resultat:
Für einen endlichen schlichten Graphen {\displaystyle G=(V,E)} sind gleichwertig:
  {\displaystyle (I)}  : {\displaystyle G} ist plättbar.
  {\displaystyle (II)}  : In {\displaystyle G} ist keiner der beiden Kuratowski-Graphen als Minor enthalten.
  {\displaystyle (III)}  : In {\displaystyle G} ist keiner der beiden Kuratowski-Graphen als topologischer Minor enthalten.